# Дюк-Переволок
Дюк-Переволок (устар. Дюк-Переволока, Дюк Переволоцкий, Дюк) — упразднённая деревня на территории Загривского сельского поселения Сланцевского района Ленинградской области.
Родина Героя Советского Союза И.А.Башманова.

## Название
Известно, что уже в XVII веке на этом месте была переправа через реку Нарву в Эстляндию. Не исключено, что название деревни происходит именно от слова «волок», то есть пристань, перевоз.
Что же касается приставки «дюк», то она означает молчаливого, угрюмого человека, внешне напоминающего медведя, обычно — незнакомца, встреченного на дороге. Таким образом, она может свидетельствовать о характере жителей деревни.
Кроме того, имеется версия, что приставка Дюк происходит от европейского «герцог».
По другой версии, а именно, по данным архива Загривского краеведческого музея, раньше деревни Переволок, Дюк-Переволок и Чухонский (Немецкий) Переволок составляли единое целое и основным занятием их жителей был перевоз грузов через реку Нарву, но название деревни произошло не от основного занятия жителей. Изначально единая деревня Переволок стояла на полуострове, находившемся на струге села Кароли по которому и проходило основное русло реки Нарвы. Напротив деревни, по данным карты Шуберта, на струге находился и одноимённый остров. Река Нарва во время наводнений часто выходила из русла и затапливала расположенные на берегу деревни. Известны крупные наводнения в 1840, 1841, 1851 и 1862 годах и особенно наводнение 1844 года, когда были затоплены деревни Скамья, Васькнарва, Яама, Кукин Берег, Переволок и Кароль. Из-за наводнений жители села трижды перетаскивали свои дома дальше от берега. От этого и возникло название Переволок.
В результате спрямлении русла реки, из-за изменения ландшафта и переноса построек дальше от берега реки, единая деревня Переволок распалась на три самостоятельных населённых пункта — собственно сам Переволок и Дюк-Переволок на восточном берегу реки и Немецкий (или Чухонский) Переволок на западном берегу реки.

## География
Находится на правом берегу реки Нарвы в полутора километрах вниз по течению от деревни Переволок. Местность между Дюком и Переволоком раньше называлась Копполь. В деревне протекает одноимённый ручей.

## История
Упоминание деревни встречается уже в 1700 году. Известно, что во время Северной войны при движении русских войск для осады Нарвы именно у этой деревни переправлялось через реку Нарву сорокатысячное войско, шедшее по, так называемой, «Шереметьевской дороге»:

Одна из них шла от села Пятницы, близ Ямбурга, к юго-западу за реку Нарову, к речке Пяте, где был питейный дом; отсюда дорога шла к казенной даче Сомерской волости, на суходоле, где встречалась с ложголовской шереметьевской дорогой, идущей от Сомры к Ямбургу. Место это известно и теперь под именем «Сухрестья» и «Шереметьевских крестов». Отсюда дорога шла мимо старинной деревни, где было «Васильево сиженье», или военный пост, отсюда дорога проходила через теперешний погост Чёрный и, мимо деревни Боровни, на погост Никольский («в Полях»), и через Плюсу на «Печурки», к Ольгину кресту, или к «Николе на Нарове», по берегу Наровы до деревни Дюк-Переволок, где была переправа через р. Нарову в Эстляндию.
— Краткие историко-статистические сведения о церквах и приходах Гдовского уезда, составленные крестьянином Выскатской волости Ефимом Андреевым по поручению члена комитета протоирея Ив. Гавр. Покровского в 1865 году
В конце XVIII века деревня относилась к экономическому ведомству и называлась Дюк Переволоцкий.
Деревня Дюк-Переволока упоминается на карте Санкт-Петербургской губернии Ф. Ф. Шуберта 1834 года.
В 1837 году деревня уже относилась к имению великого князя Михаила Павловича.

ДЮК-ПЕРЕВОЛОКА — деревня Павловского городового правления, по просёлочной дороге, число дворов — 4, число душ — 15. (1856 год)

ДЮК-ПЕРЕВОЛОКА — деревня Павловского городового правления при реке Нарове, число дворов — 3, число жителей: 16 м. п., 19 ж. п. (1862 год)

В XIX — начале XX века, деревня административно относилась к 1-му стану Гдовского уезда Санкт-Петербургской губернии.
Известно, что в первой половине XX века основными жителями деревни были семьи Удаловых, Суриковых, Салтыковых, Викиловых, Любимовых, Башмановых, Клеверов, Троферов, Любимских, Таммов и Четвертиковых.
Своей школы в деревне не было.
После 1917 года входила в состав Скорятинской волости Вирумааского уезда Эстонской республики.
Во время Великой Отечественной войны в 1944 году деревня была уничтожена.
До 1960 года в деревне жила одинокая старушка Поля, после смерти которой деревня окончательно вымерла.
В настоящее время на месте деревни — почти сровнявшиеся с землей остатки фундаментов.

## Население
Источник  (если не указано иное):
| Год  | Крестьянских дворов (домов) | Мужчин | Женщин | Всего | Примечания                           |
| ---- | --------------------------- | ------ | ------ | ----- | ------------------------------------ |
| 1783 | 1                           | 6      | 2      | 8     |                                      |
| 1793 | 1                           | 8      | 10     | 18    | [ 6 ]                                |
| 1837 | 2                           | 10     | 11     | 21    |                                      |
| 1844 | 2                           | 8      | 11     | 19    |                                      |
| 1851 | 4                           | 6      | 9      | 15    |                                      |
| 1856 | 4                           |        |        |       | [ 7 ]                                |
| 1864 | 3                           | 16     | 19     | 35    | а также                              |
| 1922 | 10                          |        |        | 45    | а также                              |
| 1922 | 11                          | 33     | 36     | 69    | по уточнённым данным архивов         |
| 1939 |                             |        |        | 59    | «приписано» «к обществу деревни Дюк» |

## Известные уроженцы
- Иван Андреевич Башманов  (1923—1970) — Герой Советского Союза.

## Комментарии
1. ↑  Струги — старые русла реки Нарвы.